# Tempsford
Tempsford est un village et une paroisse civile du Bedfordshire, en Angleterre. Il est situé dans l'autorité unitaire du Central Bedfordshire, à environ 4 km au nord de la ville de Sandy sur la route A1. Au moment du recensement de 2011, il comptait 590 habitants.
Les Danois d'Est-Anglie y établissent un burh en 917, mais ils sont vaincus peu après par le roi du Wessex Édouard l'Ancien. Durant la Seconde Guerre mondiale, le village abrite une base aérienne de la Royal Air Force.